# Николай Гундеров
Николай Павлов Гундеров е български драматург, режисьор и актьор.

## Биография
Роден е на 2 ноември 1974 г. в Шумен. Завършва славянска филология в Софийския университет и режисура и драматургия във Филмовия и телевизионен факултет на Академията за сценични изкуства в Прага.
Участва като актьор във филма на Иржи Менцел „Обслужвах английския крал“.
Съосновател на естествения театър Trifonoff & Gunderov.
От 2007 г. Николай Гундеров е режисьор в Сатиричния театър.

## Пиеси
- „Пробен срок“;
- „Хористи“;
- „Фиаско“;
- „Цугцванг“[4].

## Театрални постановки
Режисирал е спектаклите „Мъж на верижка“ от Жорж Фейдо (Жижковски театър, Прага), „Пациенти & клиенти“ по Марк Камолети (Сатиричен театър, София), „Вернисаж“ от Вацлав Хавел (Театър „Елиадовна книховна“, Прага), „Рейс“ по Станислав Стратиев (НАТФИЗ, София), „Г-жа министершата“ от Бранислав Нушич (Театър „Диск“, Прага), „Детектор на лъжата“ на Василий Сигарев (Сатиричен театър „Алеко Константинов“).

## Награди и отличия
През 1997 г. е отличен в Националния конкурс за дебютна литература „Южна пролет“ за стихосбирката „Синтаксис на грижите“. За същата стихосбирка е отличен и с наградата „Петя Дубарова“.
Спектъкълът му „Вернисаж“ по пиесата на Вацлав Хавел получава наградата за режисура на чешката театралната академия DAMU, а през 2005 г. на Международния студентски фестивал във Варшава взима наградата за актьорско майсторство „Ян Кречмер“ на Съюза на полските актьорски асоциации.
Пиесата „Хористи“ е отличена през 2014 г. с Голямата награда в конкурса „Нова българска драма“ в Шумен.
През 2017 г. е отличен с „Аскеер“ за съвременна българска драматургия.
През 2023 г. с пиесата „Клуб на пороците“ става носител на наградата „Алеко Константинов“ за сатирична stand-up комедия, присъждана от Сатиричния театър „Алеко Константинов“.